# Suzanna Dilber
Suzanna Antoinetta Snezana Dilber, ursprungligen Snezana Antoinetta Dilber, född 16 juli 1976 i Risinge församling, är en svensk skådespelare och författare.
Dilber studerade vid teaterhögskolan i Stockholm 1997–2001. Hon har arbetat på Riksteatern, Stockholms stadsteater och Dramaten i ett flertal uppsättningar, bland annat som Marie i Woyzeck, Aricia i Fedra och Horatio i Hamlet.
Dilber har också gjort radioteater och dubbat tecknad film. Bland annat är hon Rita Skeeters svenska röst i Harry Potter och den flammande bägaren. Hon arbetar dessutom som dubbningsregissör.
I mars 2012 debuterade hon som författare med romanen Dubbelexponering.
2015 kom hennes andra roman, Förlist.

## Filmografi
- 1999 – Medabots (TV-serie)
- 2003 – Paradiset
- 2005 – Häktet (TV-serie)
- 2005 – Wallander – Mastermind
- 2006 – Harry Potter och den flammande bägaren (röst)
- 2007 – Hoppet
- 2008 – Livet i Fagervik (TV-serie)
- 2009 – Beck – I stormens öga
- 2010 – Min syster och jag
- 2011 – Kommissarien och havet (TV-serie)
- 2011 – Arne Dahl: Misterioso
- 2011 – Hopp (röst)
- 2011 – Förträngd
- 2013 – Mördaren ljuger inte ensam

## Teater

### Roller (ej komplett)
| År   | Roll                              | Produktion                                                             | Regi                 | Teater                 |
| ---- | --------------------------------- | ---------------------------------------------------------------------- | -------------------- | ---------------------- |
| 2003 | Marie                             | Woyzeck Georg Büchner                                                  | Stefan Larsson       | Dramaten               |
| 2003 | Adelaida                          | Idioten David Fishelson                                                | Alexander Mørk-Eidem | Stockholms stadsteater |
| 2005 | Tant Gredelin Rågflicka Nyttoväxt | Petter och Lotta och stora landsvägen Lucas Svensson efter Elsa Beskow | Carolina Frände      | Dramaten               |
| 2006 | Frida Foldal                      | John Gabriel Borkman Henrik Ibsen                                      | Hilda Hellwig        | Dramaten               |

### Fotnoter
1. 1 2 3 4  Sveriges befolkning
1990:
Dilber, Snezana Antoinetta
2. ↑  ”Suzanna Dilber”. IMDb.com. http://www.imdb.com/name/nm1318737/?ref_=fn_al_nm_1. Läst 22 februari 2013.
3. 1 2  ”Förlist”. Libris.kb.se. http://libris.kb.se/hitlist?d=libris&q=f%c3%b6rlist+dilber&f=simp&spell=true&hist=true&p=1. Läst 19 november 2015.
4. ↑  ”Avgångsklassen 2001”. Stockholms dramatiska högskola. http://www.stdh.se/vara-studenter/skadespeleri/tidigare-studenter/studenter-2000-2009/avgangsklassen-2001. Läst 11 augusti 2013.
5. ↑  ”Suzanna Dilber”. Svensk Filmdatabas. http://www.sfi.se/sv/svensk-filmdatabas/Item/?type=PERSON&itemid=286997&ref=%2ftemplates%2fSwedishFilmSearchResult.aspx%3fid%3d1225%26epslanguage%3dsv%26searchword%3dSuzanna+Dilber%26type%3dPerson%26match%3dBegin%26page%3d1%26prom%3dFalse. Läst 22 februari 2013.
6. ↑  ”Woyzeck fick ny Marie”. Svenska Dagbladet. 10 april 2003. https://www.svd.se/a/9b069797-d627-3e8e-a4c9-bb71cf9cf599/woyzeck-fick-ny-marie. Läst 2 februari 2023.
7. ↑  ”Stumt och stramt”. Dagens Nyheter. 27 mars 2005. https://www.dn.se/arkiv/kultur/stumt-och-stramt/. Läst 2 februari 2023.
8. ↑  ”Älskade, hatade Hamlet”. Dagens Nyheter. 24 juni 2007. https://www.dn.se/arkiv/kultur/alskade-hatade-hamlet/. Läst 2 februari 2023.
9. 1 2  ”Suzanna Dilber”. LitteraturMagazinet. Arkiverad från originalet den 9 oktober 2019. https://web.archive.org/web/20191009095242/http://www.litteraturmagazinet.se/suzanna-dilber. Läst 9 oktober 2019.
10. ↑  ”CV”. http://screenactorssweden.com/wp-content/uploads/2013/01/Suzanna-Dilber-CV-svenska.pdf. Läst 9 oktober 2019.
11. ↑  ”Dubbelexponering”. Libris.kb.se. http://libris.kb.se/hitlist?d=libris&q=suzanna+dilber&f=simp&spell=true&hist=true&p=1. Läst 22 februari 2013.